# Chrémonidès
Chrémonidès (en grec ancien Χρεμωνίδης / Chrémonidès), est un stratège athénien du milieu du IIIe siècle av. J.-C. Membre du parti anti-macédonien, il donne son nom à la guerre chrémonidéenne livrée contre le royaume de Macédoine d'Antigone II Gonatas. Il termine sa carrière en tant qu'officier au service de Ptolémée II.

## Biographie

### Origines et début de sa carrière
Chrémonidès est le fils cadet d'Etéoklès qui appartient à l'aristocratie des grands propriétaires fonciers de l'Attique dont le dème est situé en Mésogée. Il partage donc la classe sociale et l'esprit patriotique d'Eurycleides et de Micion, dirigeants de la politique athénienne de la fin du siècle. Cela expliquerait sans doute sa motivation d'indépendance et de liberté pour sa cité. Il aurait, à l'instar de son frère aîné Glaucon et d'Antigone II Gonatas, été un disciple et un ami de Zénon de Cition, le fondateur du stoïcisme. C'est à son contact que leur amour de la liberté et leur haine de la tyrannie pourraient avoir été décuplés. Même si Chrémonidès est un fervent admirateur de Zénon, il n'en demeure pas moins un homme politique, rang qui atténue son idéal jusqu'à « une doctrine qui ne conditionne pas l'action ». Avec son frère Glaucon, il est considéré comme l'un des principaux acteurs du côté d'Athènes de la guerre chrémonidéenne, laquelle est d'ailleurs nommée d'après lui. Il est précisé que le comportement politique adopté par les deux frères, leur aveuglement et leur précipitation sur lesquels se base cette guerre s'éloignent fortement de la façon dont le fondateur du stoïcisme l'a abordée.

### Guerre chrémonidéenne
Vers 268 av. J.-C., année de l'archonte Peithidèmos, Chrémonidès émet un décret pour officialiser une alliance avec Sparte et Ptolémée II. Ce décret est vue comme une déclaration de guerre par du roi de Macédoine, Antigone II Gonatas. Cette alliance est en tout cas une alliance offensive face à la Macédoine. Pour justifier son décret, Chrémonidès rappelle qu'Athènes et Sparte ont été alliées auparavant contre la tyrannie, comparant notamment Antigone Gonatas à Xerxès des Guerres Médiques. Il propose dès lors : 

« (…) Étant donné que les Athéniens et Lacédémone et leurs alliés respectifs, ayant créé des alliances et des amitiés entre eux, ont souvent et efficacement lutté contre ceux qui tentaient d’assujettir les cités grecques ; et qu’elles ont toutes deux acquis une renommée à leur nom et à celui de tous les autres Grecs pour lesquelles elles ont gardé la paix ; et qu’à nouveau des crises d’un genre similaire refont surface sur toute la Grèce à cause de ceux qui tentent de renverser les lois et les constitutions ancestrales de chacune des cités et que le Roi Ptolémée, en accord avec la politique de sa sœur la reine, est ouvertement concerné pour la liberté de tous les Grecs ; et qu’Athènes, s’étant alliée à lui et aux autres Grecs, a issu un décret pour les inviter tous dans la même politique ; (…) [qu’il soit clair que cette alliance entre amis athéniens, spartiates, égyptiens et grecs, soit valide indéfiniment.] »

— (Syll³, 434/435)
Ce serment d'alliance aurait été rédigé sur une stèle de pierre, pour être ensuite posé sur l'acropole d'Athènes à côté du temple de Pallas Athéna. Seulement une partie de la stèle de pierre a survécu au passage du temps et est toujours partiellement visible aujourd'hui. Brisée en quatre fragments dont la reconstitution reste partielle, cette stèle comprend deux documents différents. Le premier mentionne le décret, c'est-à-dire l'acte d'alliance entre Sparte, Athènes et le royaume lagide ; le second reprend le texte du décret. Le conflit ne débute vraiment qu'en 267. Vers 265, le roi de Sparte Areus Ier trouve la mort en tentant de forcer le passage de Corinthe, place forte aux mains des Macédoniens, afin de créer une liaison directe entre le Péloponnèse et l'Attique. Athènes est ensuite longuement assiégée par Antigone Gonatas. La cité capitule en 263/262, mais la fin de la guerre n'arrive probablement qu'en 262, année durant laquelle la bataille navale de Cos pourrait avoir eu lieu. Antigone Gonatas changea le cours de la vie politique d'Athènes : les dirigeants démocratiques ont été exécutés (comme Philochore) ou sont partis en exil au service de Ptolémée II.

### Au service de Ptolémée II
Une fois les cités grecques vaincues, Chrémonidès et son frère se réfugient — ou sont exilés par Antigone II Gonatas — en Égypte, où tous deux servent en tant que conseillers et coadjuteurs (paredroi) pour Ptolémée II à Alexandrie. Ils continuent néanmoins à soutenir les intérêts de leur cité. Dans les années 250, Chrémonidès œuvre en tant qu'amiral de la flotte lagide. Il est battu lors d'une bataille navale à Éphèse par l'amiral rhodien Agathostratos, probablement durant la deuxième Guerre de Syrie.